# Pennsylvaniamonumentet

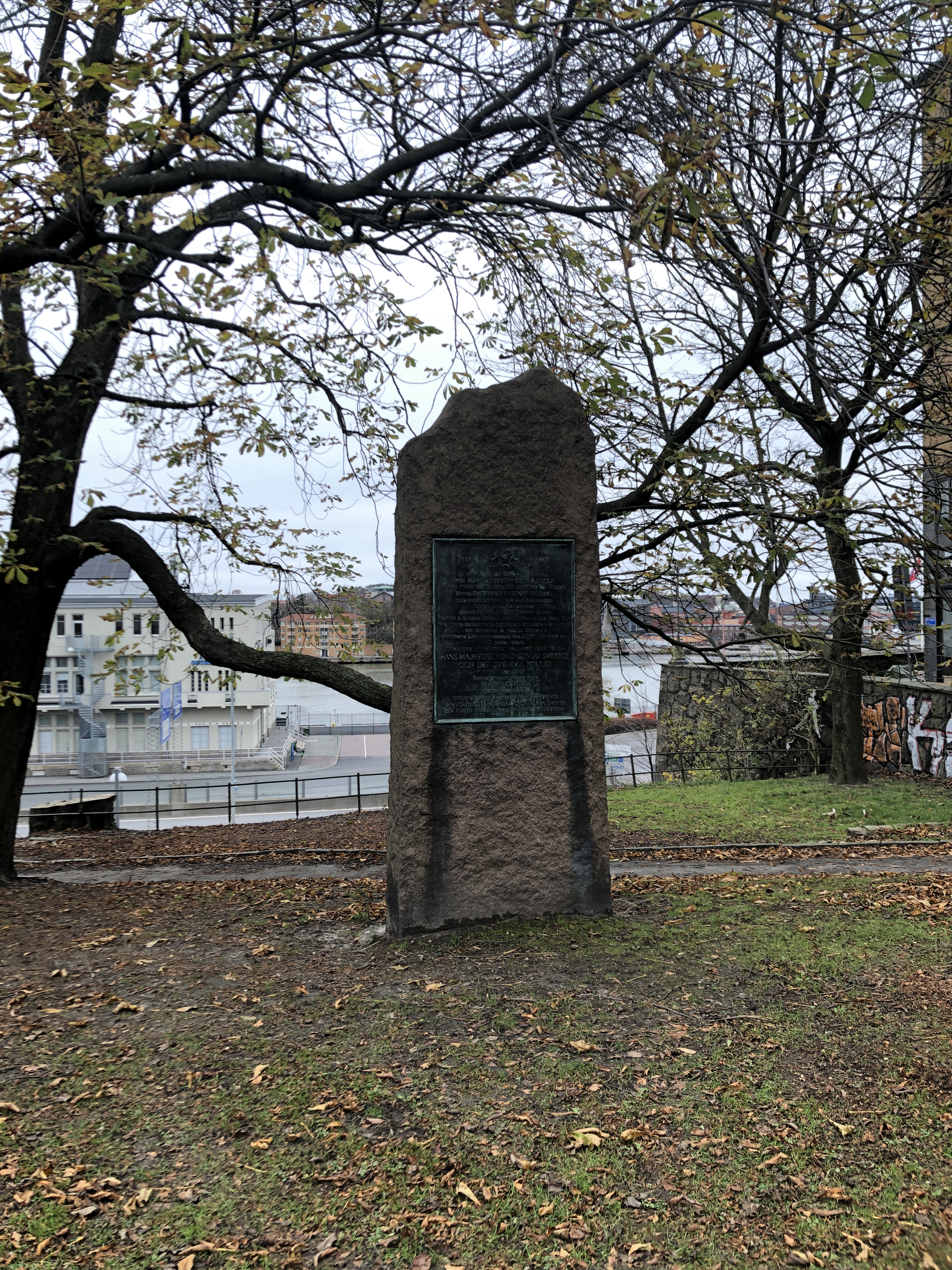
Pennsylvaniamonumentet i Göteborg.

Pennsylvaniamonumentet, även Nya Sverigemonumentet eller Delawarestenen, är ett monument som invigdes 1937. Monumentet står i Gamla Varvsparken vid Sjöfartsmuseet i Göteborg.

## Monumentet
Monumentet består av två minnestavlor av brons fästade på en bautasten. Monumentet skänktes av delstaten Pennsylvania till Sverige, som ett minne av att den svenska koloniseringen av Nordamerika genom kolonien Nya Sverige utgick från Göteborg hösten 1637 med fartygen Calmare Nyckel och Fågel Grip. Pennsylvania ser kolonien Nya Sverige och dess guvernör Johan Printz som dess tidigaste ursprung. Minnestavlorna är märkta med Pennsylvanias heraldiska vapen samt årtalen 1637 och 1937.

### Minnestext
| Texten på svenska | Texten på engelska |
| ÅR 1624 TOG HJÄLTEKONUNGEN GUSTAF ADOLF FÖRSTA STEGET TILL SVENSK KOLONISATION I NYA VÄRLDEN UNDER DROTTNING KRISTINAS REGERING OCH UNDER LEDNING AV HENNES RIKSKANSLER GREVE AXEL OXENSTIERNA SÄNDES ÅR 1637 FRÅN GÖTEBORGS HAMN OMBORD Å SVENSKA SKEPPEN KALMAR NYCKEL OCH FÅGEL GRIP DEN FÖRSTA EXPEDITIONEN ATT GRUNDA KOLONIEN NYA SVERIGE PÅ GRUND HÄRAV OCH I TACKSAM HÅGKOMST TILLÄGNAS DENNA TAVLA HANS MAJESTÄT KONUNGEN AV SVERIGE OCH DET SVENSKA FOLKET AV STATEN PENNSYLVANIAS FOLK OCH DESS GUVERNÖR GEORGE H. EARLE EFTERTRÄDARE I ÄMBETET TILL JOHAN PRINTZ DEN FÖRSTA GUVERNÖREN AV KOLONIEN NYA SVERIGE DEN FÖRSTA BESTÅENDE BOSÄTTNINGEN I PENNSYLVANIA | IN THE YEAR 1624 THE ILLUSTRIOUS KING GUSTAVUS ADOLPHUS TOOK STEPS FOR SWEDISH COLONIZATION IN THE NEW WORLD IN THE REIGN OF QUEEN CHRISTINA UNDER DIRECTION OF HER CHANCELLOR COUNT AXEL OXENSTIERNA THERE WAS SENT IN 1637 FROM THIS PORT OF GOTHENBURG IN SWEDISH SHIPS THE KALMAR NYCKEL AND THE FOGEL GRIP THE FIRST EXPEDITION TO PLANT THE COLONY OF NEW SWEDEN ALONG THE BANKS OF THE DELAWARE RIVER THUS ESTABLISHING THE FOUNDATIONS OF THE COMMONWEALTH OF PENNSYLVANIA THEREFORE IN GRATEFULL COMMEMORATION THIS TABLET IS PRESENTED TO HIS MAJESTY THE KING AND HIS PEOPLE OF SWEDEN BY THE PEOPLE OF PENNSYLVANIA AND DEDICATED BY THEIR GOVERNOR GEORGE H. EARLE TITULAR SUCCESSOR TO JOHAN PRINTZ FIRST GOVERNOR OF THE COLONY OF NEW SWEDEN THE FIRST PERMANENT WHITE SETTLEMENT IN PENNSYLVANIA |

### Bilder

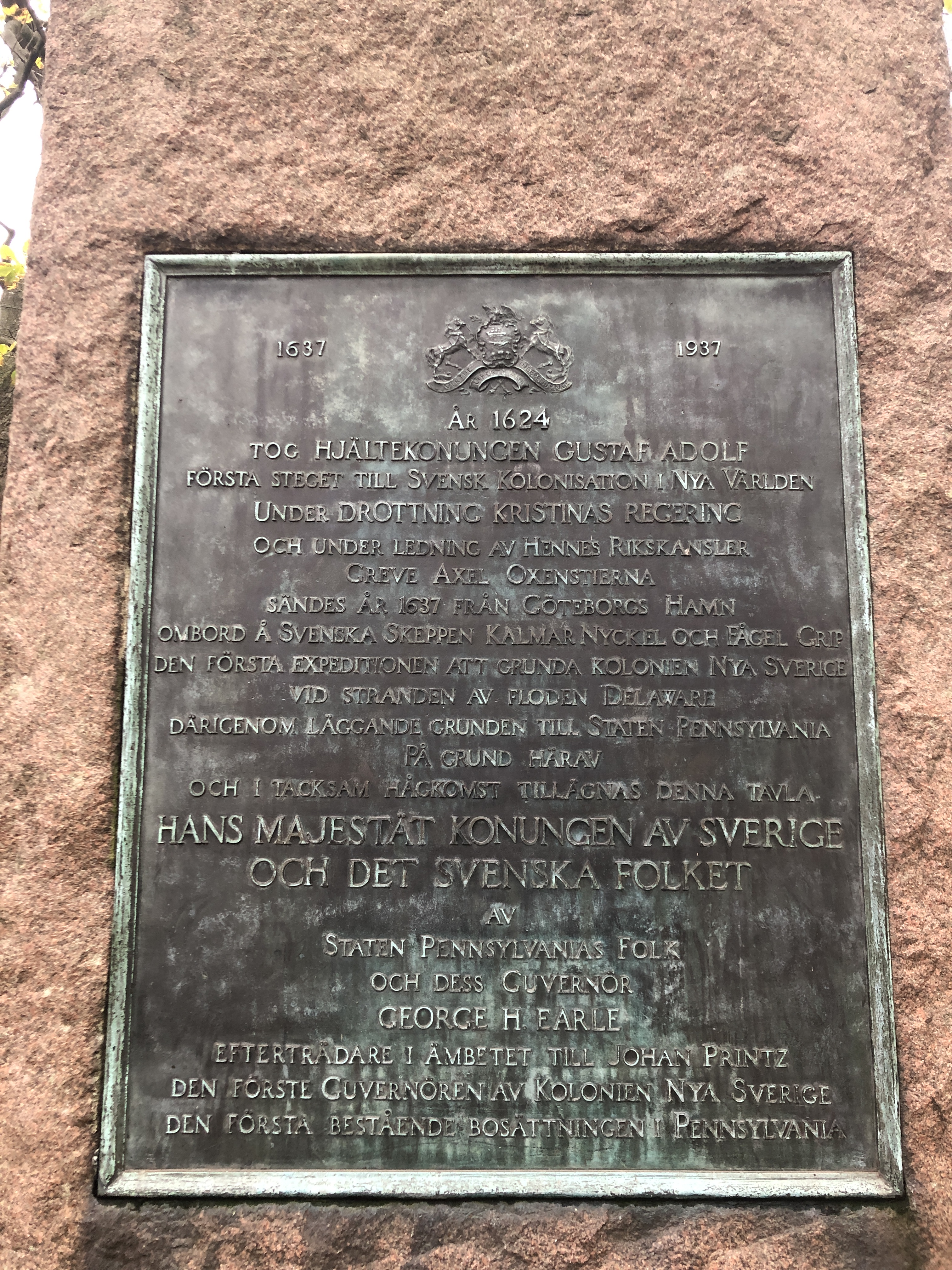
Plaketten på svenska
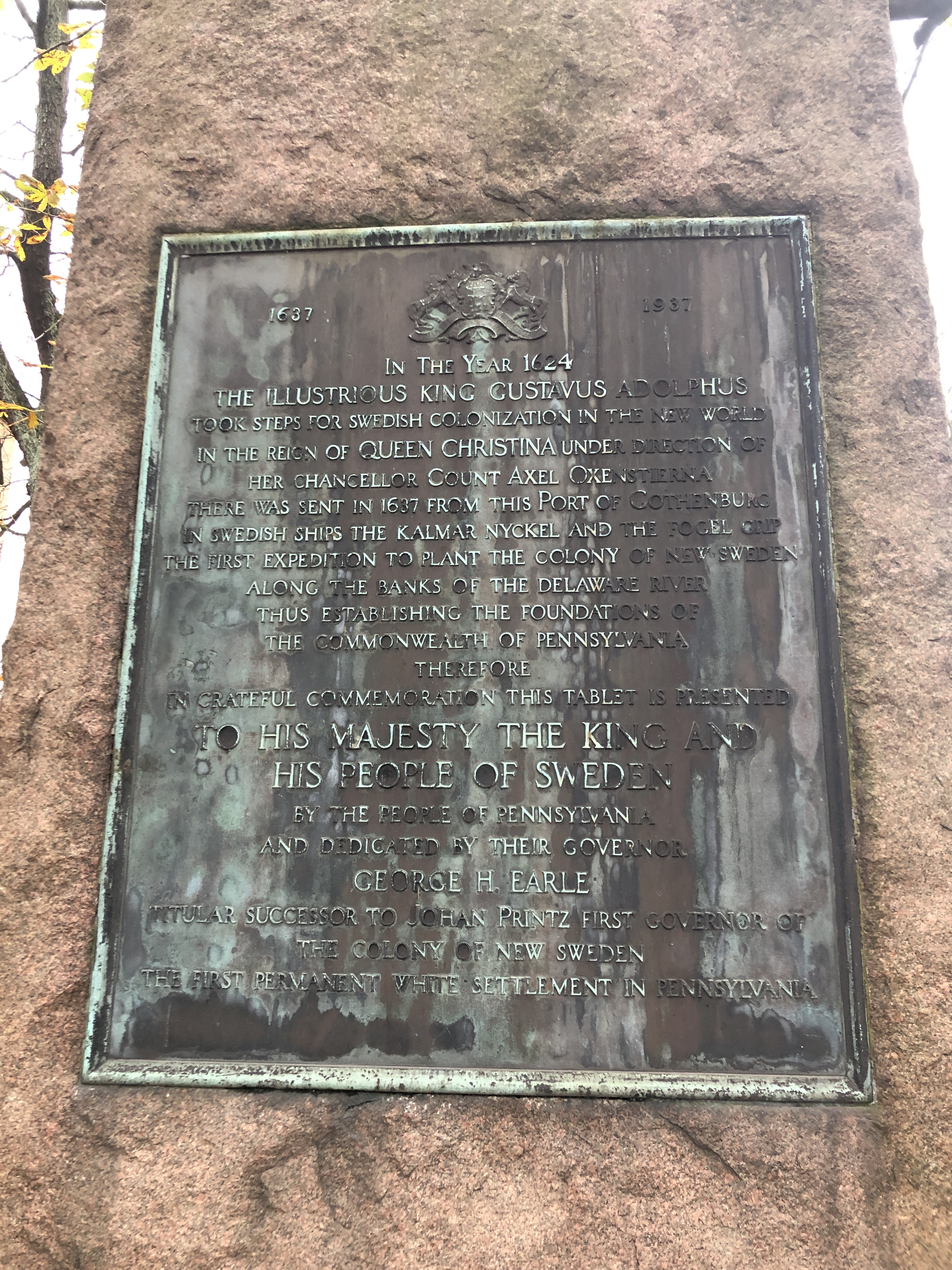
Plaketten på engelska

## Historik
Monumentet avtäcktes den 27 november 1937 av Pennsylvanias guvernör George Howard Earle som några dagar tidigare hade anlänt med Svenska Amerika Liniens Drottningholm. Monumentet bekostades av Pennsylvania och skänktes officiellt till Sverige och Gustaf V. Platsen valdes då den ligger nära den plats där Calmare Nyckel och Fågel Grip kastade loss 1637.